# محمد القروي
 محمد القروي (1847 - 1941م).

## مولده ونشأته
هو محمد بن محمد القيرواني العوفي، ينحدر من عائلة أصلها من القيروان، استقرّت في مدينة تونس حيث كان والده يشغل خطة عدل إشهاد. وولد محمد القروي في هذه المدينة في 11 جمادى الأولى سنة 1263هـ/27 أفريل 1847م، حسب وثائقه الرسمية (الموجودة في ملفّه الإداري). إلا أنّ الجنرال محمد ابن الخوجة ذكر في الترجمة التي نشرها بالمجلة الزيتونية إثر وفاته في سنة 1941 أنّه «عمّر مائة عام قضّاها في الجدّ والعمل» واستخلص من ذلك الشاذلي بويحيى أنّ محمد القروي من مواليد سنة 1842، وأنّه قد عمد إلى التخفيض من عمره الحقيقي، للحصول على بعض الفوائد الإدارية، والمسألة فيها نظر. ومهما يكن من أمر فقد تلقّى محمد القروي تربيته الأولى في بيت عائلته الكائن بحيّ الحلفاوين من ربض باب سويقة. ثم التحق بكتّاب الحيّ كغيره من أبناء عصره وهو كتّاب صاحب الطابع، حيث حفظ نصيبا من القرآن الكريم ومبادئ اللغة العربية والعلوم الشرعيّة على يدي المؤدب الشيخ محفوظ. ولما رأى والد الفتى شغفه بالعلم ألحقه بالمدرسة الحربية بباردو التي كانت تسمّى أيضا مدرسة المهندسين، فزاول دراسته بها إلى سنة 1869 وتخرّج منها برتبة ملازم، ثم تدرّج في سلّم المراتب العسكريّة إلى أن بلغ درجة أمير ألاي (عقيد).

## دراسته بالمدرسة الحربية
ولمّا اعتلى المشير الثالث الصّادق باي العرش سنة 1859 أولى المدرسة الحربية عناية فائقة فجدّد برامجها وأقرّ مديرها الفرنسي على رأسها. وفي هذه السنة بالذات التحق الشاب محمّد القروي بهذه المدرسة التي قضّى بها عشر سنوات في الدراسة، وتمكّن من حذق جميع العلوم والفنون المدرجة في برامجها. كما أخذ مبادئ اللغة العربية والعلوم الشرعية عن العلاّمة الشيخ محمد الشاذلي بن صالح (1807 - 1890) الذي عوّض الشيخ محمود قابادو منذ سنة 1855. وفي سنة 1869، وهي السنة التي تخرّج فيها الملازم محمد القروي، قرّر الصادق باي، إثر تكوين اللجنة المالية الدولية، غلق المدرسة الحربيّة بسبب ارتفاع نفقاتها التي بلغت 150.000 ريال في السنة.

## حياته الإدارية
إثر تخرّجه من المدرسة الحربيّة عيّن محمد القروي بمقتضى أمر عليّ مؤرخ في 8 مارس 1870، ضابطا ملحقا بالوزير المباشر الجنرال خير الدين الذي اعتنى به عناية بالغة. وبوصفه رئيس اللجنة المالية الدولية بتونس، عيّن الضابط الشاب على رأس قسم الترجمة، ثمّ عهد إليه بمهمّة سكريتيريّة اللجنة، نظرا إلى ما كان يتميّز به من ذكاء ونباهة وبراعة في اللغتين العربية والفرنسية.وبمقتضى أمر عليّ مؤرخ في 2 أكتوبر 1879، عيّن محمد القروي مترجما أوّل في قسم الشؤون الخارجية بالوزارة الكبرى. وحسب وثيقة رسميّة عثر عليها الأستاذ الشاذلي بويحيى بخزينة الدولة التونسية، كلّف الصادق باي الأمير ألاي (العقيد) محمد القروي في أفريل 1881، عند دخول الجيش الفرنسي إلى التراب التونسي، بالتحوّل إلى منطقة جبل خمير للاتّصال بوليّ العهد علي باي الذي كان معارضا للتدخّل الفرنسي، ليبلغه أمر الصادق باي بعدم التصدّي للجيش الفرنسي. ويبدو أنّ مبعوث الباي قد نجح في مهمّته، إذ أكّد علي باي لقائد قواّت الاحتلال الجنرال لوجرو يوم 29 أفريل 1881 «أنّ الحكومة التونسية لا تنوي التصدّي للعملية العسكرية الفرنسية لتهدئة الهيجان السائد في البلاد».
فماذا كان مصير الأمير ألاي محمد القروي بعد فرض الحماية الفرنسية على تونس؟ يبدو أنّ السلطة الفرنسية أخذت في الاعتبار المساعي التي قام بها لدى علي باي. فما إنّ أنشئت الكتابة العامة للحكومة التونسية في سنة 1882، حتى قرّر الكاتب العام الفرنسي الأوّل موريس بومبار، بالاتّفاق مع الوزير الأكبر محمد العزيز بوعتّور، تعيين محمد القروي رئيسا لقسم الترجمة بالكتابة العامة. فالتحق بمنصبه الجديد واضطلع بالمهمّة المناطة بعهدته بمساعدة عدد من خريجي المعهد الصادقي الذين منعتهم حكومة الحماية من العودة إلى باريس لمواصلة دراستهم العليا، وفي مقدّمتهم البشير صفر. وبقي القروي في هذا المنصب إلى أنّ عيّنته الحكومة في شهر ماي 1885 مديرا للمعهد الصادقي خلفا لزميله عمر بن بركات الذي كلّف بمهام رئيس جمعية الأوقاف، وذلك بناء على اقتراح مجلس إدارة المدرسة الذي أنشأه المقيم العام كامبون في سنة 1882، وجعل نصف أعضائه من التونسيين والنصف الآخر من الفرنسيين. ثم أصبحت الصادقية تابعة لإدارة التعليم العمومي التي تأسست في 6 ماي 1883 وعيّن على رأسها المستشرق الفرنسي لويس ماشويل.
على أنّ محمد القروي قد باشر خطته الجديدة مدّة قليلة من الزمن لم تسمح له بإظهار ما هو قادر عليه لاصلاح نظام الصادقية، لا سيما وقد كان مدير التعليم العمومي حريصا على الاشراف بنفسه على سير المدرسة حتى إنّه أصبح يرأس مجلس إدارتها عوضا عن المدير. فاضطرّ محمد القروي إلى التخلّي عن مهامه في 21 جانفي 1886، احتجاجا على هذا التصرّف غير الشرعي، والرجوع إلى خطته السابقة في الكتابة العامة. وقد عوّضه على رأس المعهد الصادقي زميله في الدراسة بالمدرسة الحربية، العروسي بن عيّاد.
وفي سنة 1887 عيّن محمد القروي رئيسا لخزينة الدولة التي كان قد أنشأها الوزير خير الدين لحفظ الوثائق الرسمية، ثم تلاشت بعد استقالته من الوزارة الكبرى سنة 1877. وقد قضّى رئيس الخزينة الجديد عدّة سنوات في جمع شتاتها وإعادة تنظيمها على أسس فنية حديثة، ولمّا عيّن برنار روا كاتبا عاما للحكومة في سبتمبر 1889 تعرّف إلى محمد القروي وأدرك ما كان يتمتّع به من كفاية ومقدرة، فأصبح يجلّه ويقدّره ويستشيره في شؤون الإدارة. وقد حرص على تمكينه من القيام بمهامه على أحسن وجه ممكن، فوضع على ذمّته محلاّت فسيحة في قصر الحكومة بالقصبة، ونصب بها حوالي مائة خزانة لحفظ وثائق الدولة الحسينية. ولمّا زار رئيس الجمهورية الفرنسية أرمان فاليار تونس سنة 1911 قلّد محمد القروي الصنف الثاني من وسام جوقة الشرف، ورغم بلوغه سنّ التقاعد أبقته الحكومة على رأس خزينة المحفوظات (الأرشيف) حتى سنة 1914 للاستفادة من خبرته. واعترافا له بالجميل قلّده الناصر باي الصنف الأكبر من وسام الافتخار في سنة 1920.

## نشاطه الثقافي والعلمي
كان محمد القروي من مؤسسي جريدة «الحاضرة» بالاشتراك مع نخبة من خريجي الصادقية أمثال البشير صفر وعلي بوشوشة (مدير الجريدة) ومحمد الأصرم ومحمد بن الخوجة، وعدد من رجال الإصلاح الزيتونيين، وفي طليعتهم الشيخ سالم بوحاجب، وقد صدر العدد الأوّل من «الحاضرة» يوم 2 أوت 1888 واستمرّت في الصدور بلا انقطاع حتى سنة 1911. وكان القروي أيضا من مؤسسي الجمعية الخلدونية التي صدر قانونها الأساسي في 22 ديسمبر 1896. وإثر ذلك انعقدت جلسة عامة تأسيسية انتخب خلالها أوّل رئيس للجمعية باعتباره أكبر المؤسسين سنّا، ثم انتظم حفل الافتتاح يوم 15 ماي 1897 بحضور المقيم العام والوزير الأكبر ووزير القلم والاستشارة والكاتب العام للحكومة وشيخ الإسلام وكبير أهل الشورى وعدد كثير من العلماء وأعيان البلاد. وافتتح رئيس الجمعية الأمير آلاي محمد القروي الاجتماع بخطاب حلّل فيه بالخصوص الأهداف العامة التي ستسعى الخلدونية إلى تحقيقها، وهي أوّلا وبالذات التعريف بالحضارة العربية الإسلامية وبثّ العلوم التطبيقية واللغات الحية.
ثمّ استمع الحاضرون إلى محاضرة ألقاها الشيخ سالم بوحاجب حول تفسير قوله تعالى (وعلّم آدم الأسماء كلّها)، تحدّث فيها بإطناب عن مختلف العلوم النقلية والعقلية، مشيرا إلى منزلة العلوم الكونيّة في نظر الدين الإسلامي، وما أحرزه المسلمون من تقدّم في هذه العلوم في صدر الإسلام. ودعا في الختام التونسيين إلى الأخذ بأسباب الحضارة الحديثة التي لا تتنافى مع مبادئ الدين الإسلامي الحنيف. وبقي محمد القروي على رأس الجمعية سنة واحدة (1897)، وخلفه صديقه البشير صفر الذي بقي هو أيضا سنة واحدة (1898).

## آثار محمد القروي
لمحمد القروي مقالات منشورة في بعض المجلات والصحف، لا سيما منها جريدة «الحاضرة»، وأمّا المؤلفات المطبوعة فهي التالية:
رسالة بعنوان كشف السرّ المكتوم في أحوال النوم، طبعت في المطبعة الرسميّة بتونس سنة 1308هـ/1890 - 1891م. وقد ذكر محمد بن الخوجة أنّ صاحب الكتاب «طرق فيه باب البحث عن التأثيرات النفسانية وعلاقة الروح بالجسد والتنويم المغناطيسي والكشف عن نواميس الطبيعة وأسرار الكائنات».
رسالة بعنوان تحفة الإخوان، صدرت عن مطبعة الشمال الأفريقي بتونس سنة 1933، وتحتوي على قسمين: يتضمّن القسم الأوّل الجواب على سؤال وجّه إلى المؤلف حول «حوت يونس» المعروف عند الفرنسيين باسم «بالين».
رسالة ثالثة بعنوان حادثة جويّة على الاستطلاعات الباريسية، تتضمّن نقدا لاذعا لكتاب الاستطلاعات الباريسية الذي أصدره الشيخ محمد السنوسي سنة 1891 ووصف فيه رحلته إلى باريس سنة 1889 لزيارة المعرض الدولي.
وسبق للشيخ الصادق بسيّس نشر القسم الأوّل من هذه الرسالة في كتابه: محمد السنوسي: حياته وآثاره الصادر سنة 1978 (ص 145). ولكنّه لم يهتد إلى اسم صاحبها لأنّ المخطوطة التي اعتمدها لا تشتمل إلاّ على القسم الأوّل الخالي من أيّ إشارة إلى المؤلف. ويرجع الفضل إلى الأستاذ الشاذلي بويحيى في اكتشاف القسم الثاني الذي يتضمّن إشارة مكّنته من معرفة صاحب الرسالة. ومهما يكن من أمر فإنّ هذه الرسالة تعتبر وثيقة أدبية على غاية من الأهمية، لأنها تقدّم صورة حيّة لطريقة النقد والجدل عند الأدباء ورجال الفكر التونسيين في آخر القرن التاسع عشر. فقد انتقد القروي بلهجة حادّة موقف السنوسي وادّعاءه المفرط وتبجّحه بعلوّ منزلته وبقيمته العلمية التي نالت إعجاب مشاهير الفرنسيين. ولامه على نشر التقاريظ المنوّهة بشأنه في هذا الكتاب واتّهمه بنقل موضوعات الرحلة من عدّة كتب أخرى. وقد تجاوز القروي مضمون الكتاب إلى بعض النواحي من سلوك محمد السنوسي وشخصيّته في شيء من المبالغة والتهكّم بل حتى التشنيع، وتحوّل نقده في كثير من الأحيان إلى ضرب من ضروب الهجاء والثلب والشتم.